# USS Cassin (DD-43)
O USS Cassin foi um contratorpedeiro operado pela Marinha dos Estados Unidos e a primeira embarcação da Classe Cassin. Sua construção começou em maio de 1912 nos estaleiros da Bath Iron Works no Maine e foi lançado ao mar em maio de 1913, sendo comissionado na frota estadunidense em agosto do mesmo ano. Era armado com oito tubos de torpedo de 450 milímetros e quatro canhões de 102 milímetros, tinha um deslocamento carregado de mais de mil toneladas e alcançava uma velocidade máxima de pouco mais de 29 nós (54 quilômetros por hora).
O Cassin foi designado para a Frota do Atlântico e teve um início de carreira tranquilo, operando pelo litoral da Costa Leste dos Estados Unidos e no Caribe. Foi usado em patrulhas de neutralidade do início da Primeira Guerra Mundial em 1914 até a entrada dos Estados Unidos na guerra em 1917, a partir da qual passou a realizar escoltas de comboios de tropas para o Reino Unido e França. Foi torpedeado pelo submarino alemão SM U-61 em outubro e seriamente danificado. O navio ficou sob reparos até abril do ano seguinte, retomando seus deveres até o final do conflito.
A embarcação voltou para casa em definitivo em janeiro de 1919 e voltou para sua rotina anterior de serviço junto com a Frota do Atlântico. Serviu sem incidentes até ser descomissionado em junho de 1922 e colocado na reserva. Foi transferido em abril de 1924 para a Guarda Costeira dos Estados Unidos, sendo comissionado em agosto e tendo New London como base de operações. Pelos anos seguintes foi usado para patrulhar a Costa Leste em busca de embarcações furando a Lei Seca. Foi descomissionado em junho de 1933, devolvido à Marinha e então desmontado.